# Petromyscini
Petromyscini – monotypowe plemię gryzoni z podrodziny skałomyszy (Petromyscinae) w obrębie rodziny malgaszomyszowatych (Nesomyidae).

## Zasięg występowania
Plemię obejmuje gatunki występujące w Afryce Południowej (Angola, Namibia i Południowa Afryka).

## Morfologia
Długość ciała (bez ogona) 63–98 mm, długość ogona 76–122 mm, długość ucha 10–18 mm, długość tylnej stopy 13–21 mm; masa ciała 12–31 g.

## Systematyka
Rodzaj Petromyscus zdefiniował w 1926 roku angielski zoolog Oldfield Thomas w artykule poświęconym pozycji systematycznej rodzajów niektórych afrykańskich myszowatych dotychczas zgrupowanych w Aethomys i Praomys, opublikowanym w czasopiśmie „The Annals and magazine of natural history”. Gatunkiem typowym jest (oryginalne oznaczenie) skałomysz karłowata (P. collinus).

### Etymologia
Petromyscus: gr. πετρα petra ‘skała’; μυσκος muskos ‘myszka’, zdrobnienie od μυς mus, μυος muos ‘mysz’.

### Podział systematyczny
Do plemienia należy jeden rodzaj skałomysz (Petromyscus) z następującymi gatunkami:
| Grafika | Gatunek                  | Autor i rok opisu              | Nazwa zwyczajowa      | Podgatunki         | Rozmieszczenie geograficzne                                                                      | Podstawowe wymiary                            | Status IUCN |
| ------- | ------------------------ | ------------------------------ | --------------------- | ------------------ | ------------------------------------------------------------------------------------------------ | --------------------------------------------- | ----------- |
|         | Petromyscus shortridgei  | O. Thomas, 1926                | skałomysz półpustynna | gatunek monotypowy | skalisty teren w skrajnie południowo-zachodniej Angoli i północnej Namibii                       | DC: 6,5–9,8 cm DO: 7,4–10,4 cm MC: 12–31 g    | LC          |
|         | Petromyscus monticularis | O. Thomas & Hinton, 1925       | skałomysz skalista    | gatunek monotypowy | skaliste obszary w południowej Namibii i północno-zachodniej Południowej Afryce                  | DC: 6,3–9,3 cm DO: 6,6–8,4 cm MC: brak danych | LC          |
|         | Petromyscus barbouri     | Shortridge & T.D. Carter, 1938 | skałomysz sukulentowa | gatunek monotypowy | endemit Południowej Afryki: wschodnia część kraju (skaliste wychodnie z soczystą roślinnością)   | DC: 7,1–7,5 cm DO: 7,6–8,9 cm MC: 14–16 g     | LC          |
|         | Petromyscus collinus     | O. Thomas & Hinton, 1925       | skałomysz karłowata   | gatunek monotypowy | południowo-zachodnia Angola na południe przez zachodnią Namibię do zachodniej Południowej Afryki | DC: 7,2–9,3 cm DO: 7,8–12,2 cm MC: 14–24 g    | LC          |

Kategorie IUCN:  LC  – gatunek najmniejszej troski.